# Rhoizema mahalevonum
Rhoizema mahalevonum is een schietmot uit de familie Sericostomatidae. De soort komt voor in het Afrotropisch gebied.